# Papuascincus phaeodes
Papuascincus phaeodes — вид сцинкоподібних ящірок родини сцинкових (Scincidae). Ендемік Папуа Нової Гвінеї.

## Поширення і екологія
Papuascincus phaeodes мешкають на півдні басейну річки Сепік на півночі центральної Нової Гвінеї.